# Thonac
Thonac – miejscowość i gmina we Francji, w regionie Nowa Akwitania, w departamencie Dordogne.
Według danych na rok 1990 gminę zamieszkiwało 257 osób, a gęstość zaludnienia wynosiła 22 osób/km² (wśród 2290 gmin Akwitanii Thonac plasuje się na 922. miejscu pod względem liczby ludności, natomiast pod względem powierzchni na miejscu 951.).